# U-11 (tàu ngầm Đức) (1935)
U-11 là một tàu ngầm duyên hải  Lớp Type II thuộc phân lớp Type IIB được Hải quân Đức Quốc Xã chế tạo trước Chiến tranh Thế giới thứ hai sau khi bãi bỏ những điều khoản của Hiệp ước Versailles vốn cấm Đức sở hữu tàu ngầm. Những tàu ngầm Type II vốn quá nhỏ để có thể tiến hành các chiến dịch cách xa căn cứ nhà, nên U-11 chỉ đảm nhiệm vai trò tàu huấn luyện tại các trường tàu ngầm Đức. U-11 ngừng hoạt động tại Gotenhafen vào cuối năm 1944, rồi bị đánh đắm tại Kiel trong kế hoạch Regenbogen vào tháng 5, 1945.

## Thiết kế và chế tạo
Phân lớp Type IIB là một phiên bản mở rộng của Type IIA trước đó. Chúng có trọng lượng choán nước 279 t (275 tấn Anh) khi nổi và 328 t (323 tấn Anh) khi lặn); tuy nhiên tải trọng tiêu chuẩn được công bố chỉ có 250 tấn Anh (254 t). Chúng có chiều dài chung 42,70 m (140 ft 1 in), lớp vỏ trong chịu áp lực dài 28,20 m (92 ft 6 in), mạn tàu rộng 4,08 m (13 ft 5 in), chiều cao 8,60 m (28 ft 3 in) và mớn nước 3,90 m (12 ft 10 in).
Chúng trang bị hai động cơ diesel MWM RS 127 S 6-xy lanh 4 thì công suất 700 mã lực mét (510 kW; 690 shp) để đi đường trường và hai động cơ/máy phát điện Siemens-Schuckert PG VV 322/36 tổng công suất 460 mã lực mét (340 kW; 450 shp) để lặn, hai trục chân vịt và hai chân vịt đường kính 0,85 m (3 ft). Các con tàu có thể lặn đến độ sâu 80–150 m (260–490 ft). Chúng đạt được tốc độ tối đa 12 kn (22 km/h) trên mặt nước và 6,9 kn (12,8 km/h) khi lặn,  với tầm hoạt động tối đa 3.800 nmi (7.000 km) khi đi tốc độ đường trường 8 kn (15 km/h), và 35–42 nmi (65–78 km) ở tốc độ 4 kn (7,4 km/h) khi lặn.
Vũ khí trang bị bao gồm ba ống phóng ngư lôi 53,3 cm (21 in) trước mũi, mang theo tổng cộng năm quả ngư lôi hoặc cho đến 12 quả thủy lôi TMA. Một pháo phòng không 2 cm (0,79 in) cũng được trang bị trên boong tàu. Thủy thủ đoàn bao gồm 25 sĩ quan và thủy thủ.
U-11 được đặt hàng vào ngày 20 tháng 7, 1934, rõ ràng là một vi phạm Hiệp ước Versailles do điều khoản cấm Đức sở hữu tàu ngầm. Nó được đặt lườn tại xưởng tàu của hãng Deutsche Werke tại Kiel vào ngày 6 tháng 5, 1935, hạ thủy vào ngày 27 tháng 8, 1935, chỉ vài tuần sau khi Thỏa thuận Hải quân Anh-Đức được ký kết. Nó nhập biên chế cùng Hải quân Đức Quốc Xã vào ngày 21 tháng 9, 1935 dưới quyền chỉ huy của Hạm trưởng, Đại úy Hải quân Hans-Rudolf Rösing.

## Lịch sử hoạt động
Do tầm xa hoạt động ngắn, U-9 chỉ đảm nhiệm vai trò tàu huấn luyện tại các trường tàu ngầm Đức trong thành phần nhiều chi hạm đội khác nhau. Vào năm 1940, nó là tàu ngầm đầu tiên tham gia thử nghiệm ngói cách âm do Hải quân Đức phát triển nhằm giảm tín hiệu âm thanh tàu ngầm. Chương trình phát triển này mang tên mã Alberich theo tên nhân vật phù thủy lùn trong thần thoại Đức.
Do tình trạng thiếu hụt nhiên liệu chung cũng như tàu ngầm Type II gặp nhiều tai nạn chết người, U-11 bị bỏ không tại Gotenhafen (nay là Gdynia, Ba Lan) vào ngày 14 tháng 12, 1944. Nó được kéo đến Kiel được cho xuất biên chế và rút đăng bạ vào ngày 5 tháng 1, 1945. Vào giai đoạn kết thúc cuộc xung đột, theo dự định của kế hoạch Regenbogen nó bị đánh đắm tại Xưởng vũ khí Kiel vào ngày 3 tháng 5, 1945 để tránh lọt vào tay lực lượng Đồng Minh. Xác tàu được trục vớt vào năm 1947.